# 2002年6月逝世人物列表
2002年逝世人物列表：1月 - 2月 - 3月 - 4月 - 5月 - 6月 - 7月 - 8月 - 9月 - 10月 - 11月 - 12月
2002年6月逝世人物列表，是用於匯總2002年6月期間逝世人物的列表。

## 依日期排序

### 1日
- 迈克尔·亚历山大（Michael Alexander），65歲，英國外交官（駐奧地利大使，駐北約大使）。[1]
- 湯姆·奧斯丁（Tom Austin），78歲，澳大利亞政治家。
- Hansie Cronje，32歲，南非板球運動員，飛機失事。[2]
- 約瑟夫·南文·加爾巴，58歲，奈及利亞士兵、外交官和政治家。[3]
- James Gathers，71歲，美國奧運田徑運動員。[4]
- Tibor Scitovsky，91歲，匈牙利裔美國經濟學家。

### 2日
- 博伊德·貝內特（Boyd Bennett），77歲，美國搖滾詞曲作者和歌手（“Seventeen”，“My Boy， Flat Top”），肺部疾病。[5]
- 赫尔曼·科恩（Herman Cohen），76歲，美國電影製片人（《我曾是少年狼人》），食道癌。[6]
- 蒂姆·洛佩斯（Tim Lopes），51歲，巴西調查記者和電視製片人，被有組織犯罪謀殺。
- 雨果·范·拉維克（Hugo van Lawick），65歲，荷蘭野生動物電影製片人和攝影師。[7]
- 康拉德·维恩希尔，64歲，德國射擊運動員（1968年混合雙向飛碟銅牌，1972年混合雙向飛碟金牌）。[8]

### 3日
- 查理斯·安特羅布斯，69歲，聖文森特和格林納丁斯總督，白血病。
- 塞西尔·汉金斯（Cecil Hankins），80歲，美國橄欖球運動員。[9]
- 弗蘭·羅傑爾（Fran Rogel），74歲，美式橄欖球運動員（賓夕法尼亞州立大學，匹茲堡鋼人隊），帕金森病。[10]
- 愛德華·薩默斯（Edward Somers），73歲，紐西蘭法學家，樞密院成員。
- 盧·沃瑟曼（Lew Wasserman），89歲，美國藝人經紀人和工作室主管（環球影城，迪卡唱片公司，MCA），中風併發症。[11]
- 山姆·惠普爾（Sam Whipple），41歲，美國演員（《七天》《拉裡·桑德斯秀》《通宵營業》），癌症。[12]
- 布萊恩·沃利奇（Brian Woledge），97歲，中世紀法國語言文學學者。[13]

### 4日
- 費爾南多·貝勞恩德·特裡，89歲，秘魯政治家，秘魯總統（1963-1968,1980-1985）。[14]
- 約翰·坎寧安（John W. Cunningham），86歲，美國作家。
- 安·亨德森（Ann Henderson），60歲，澳大利亞政治家。[15]
- 彼得·伊瓦舒京，92歲，蘇聯陸軍上將和國家元首。
- 鮑勃·拉基（Bob Lackey），53歲，美國職業籃球運動員（馬凱特大學，紐約籃網隊），癌症。[16]

### 5日
- 柯蒂斯·艾米（Curtis Amy），72歲，美國爵士薩克斯管演奏家。[17]
- 卡洛斯·貝蘭加（Carlos Berlanga），42歲，西班牙音樂家和畫家，肝病。[18]
- 卡梅洛·貝爾納奧拉，72歲，西班牙作曲家和單簧管演奏家。[19]
- 蜜雪兒·伯恩霍爾克（Michel Bernholc），60歲，法國作曲家，編曲家和製作人，自殺。[20]
- 加斯頓·吉恩斯，70歲，比利時政治家，佛蘭德斯部長兼總統（1981-1992）。
- 亞丁·阿卜杜拉希·努爾，索馬里政治家和陸軍上將。
- Truck Parham，91歲，美國爵士樂低音提琴手。[21]
- Gwen Plumb，89歲，澳大利亞表演者和藝人。
- Dee Dee Ramone，50歲，美國音樂家，The Ramones的創始成員，海洛因過量。[22]
- M. Sivasithamparam，78歲，斯裡蘭卡泰米爾政治家。

### 6日
- 彼得·考恩（Peter Cowan），87歲，澳大利亞作家。[23]
- 羅賓·克羅斯比（Robbin Crosby），42歲，美國吉他手（Ratt），愛滋病相關併發症和海洛因過量。[24]
- 伯納德·德斯特雷莫（Bernard Destremau），85歲，法國網球運動員、外交官和政治家。[25]
- Yat Malmgren，86歲，瑞典舞蹈家和表演老師。
- Shanta Shelke，79歲，印度詩人和馬拉地語作家，癌症。
- 霍莉·所羅門（Holly Solomon），68歲，美國當代藝術收藏家和藝術品轉銷商，肺炎併發症。[26]
- 貝蒂·溫克勒（Betty Winkler），88歲，美國廣播演員。[27]

### 7日
- 韋恩·科迪（Wayne Cody），65歲，美國體育解說員。[28]
- 唐納德·弗雷德里克森（Donald S. Fredrickson），77歲，美國醫學研究員。[29]
- Signe Hasso，86歲，瑞典女演員、作家和作曲家，肺炎。
- 羅德尼·希爾頓（Rodney Hilton），85歲，英國中世紀歷史學家。[30]
- 巴沙帕·达纳帕·贾蒂，89歲，印度政治家和印度代理總統（1977年），腎癌。[31]
- 詹姆斯·路易士（James Luisi），73歲，美國籃球運動員和演員，癌症。[32]
- 莉蓮，雷西公主，85歲，英國-比利時皇室成員。[33]
- 安塞爾莫·蘇萊（Anselmo Sule），68歲，智利政治家。
- Edmond Séchan，82歲，法國電影攝影師和電影導演。[34]

### 8日
- Ray Alexander，77歲，美國爵士鼓手和顫音演奏家，擇期手術併發症。[35]
- 喬治·穆迪（George Mudie），86歲，牙買加板球運動員。[36]
- 安东尼奥·奥佩斯（Antonio Oppes），85歲，義大利奧運場地障礙賽選手。[37]
- Lino Tonti，81歲，義大利摩托車工程師。

### 9日
- 埃琳娜·伯克（Elena Burke），74歲，古巴波萊羅和浪漫民謠歌手，癌症。[38]
- Paul Chubb，53歲，澳大利亞演員（《可口可樂小子》、《斯坦和喬治的新生活》、《羅利·波利人》、《骯髒的事蹟》），術后心肌病併發症。[39]
- Hans Janmaat，67歲，荷蘭極右翼政治家，心力衰竭。[40]
- 彼得·莫卡巴（Peter Mokaba），53歲，南非政治家和政治活動家，患有急性肺炎和呼吸系統疾病。[41]
- 亞歷山大·莫洛奇，81歲，二戰期間的蘇聯遠端飛行員。
- 麥克斯韋·拉布（Maxwell M. Rabb），91歲，美國律師和外交官。[42]
- 亚历山大·弗拉索夫，70歲，蘇聯/俄羅斯政治家。
- 詹姆斯·惠頓（James Wheaton），78歲，美國演員，心臟病發作。

### 10日
- 迪克·布里滕登（Dick Brittenden），82歲，紐西蘭板球作家。
- 路易士·卡雷（Louis Carré），77歲，比利時足球運動員和教練。
- 約翰·戈蒂（John Gotti），61歲，義大利裔美國黑幫老大，甘比諾犯罪家族的老大，喉癌。[43]
- 莫里·特拉維斯（Maury Travis），36歲，美國殺人犯和連環殺手，自殺。
- 約翰·萬斯伯勒（John Wansbrough），74歲，美國歷史學家和教授。[44]
- 本傑明·沃德（Benjamin Ward），75歲，第一位非裔美國紐約市警察局長。[45]

### 11日
- 塔赫辛·巴希爾，77歲，埃及外交官，賈邁勒·納賽爾和安瓦爾·薩達特的發言人。[46]
- 雷吉娜·埃澤拉（Regīna Ezera），71歲，波蘭裔拉脫維亞作家。
- Bertrand Goldschmidt，89歲，法國化學家、核物理學家和外交官。[47]
- 瑪格麗特·林恩（Margaret E. Lynn），78歲，美國戲劇導演。[48]
- 尤爾根·克拉夫特（Jürgen Kraft），50歲，德國賽車手。[49]
- 罗伯特·罗斯威尔·帕尔默（Robert Roswell Palmer），93歲，美國歷史學家和作家。[50]

### 12日
- Bill Blass，79歲，美國時裝設計師，食道癌。[51]
- 讓·德·博蒙特（Jean de Beaumont），98歲，法國國際奧委會體育管理員和奧運會射擊運動員（1924年夏季奧運會男子團體射擊）。[52]
- John Tileston Edsall，99歲，美國生物化學家。[53]
- 何塞·塞拉·吉爾（José Serra Gil），78歲，西班牙賽車手。[54]
- 鄭昇和，73歲，韓國軍官。

### 13日
- 吉爾福德·達德利（Guilford Dudley），94歲，美國商人和外交官（美國駐丹麥大使）。[55]
- 文森特·法戈（Vincent Fago），87歲，美國漫畫家和作家，胃癌。[56]
- 斯坦利·格雷格（Stanley L. Greigg），71歲，美國水門事件受害者。
- 約翰·霍普（John Hope），83歲，美國氣象學家，心臟直視手術的併發症。
- R. W. B. Lewis，84歲，美國文學學者和評論家，普利策獎獲得者。[57]
- 安特·姆拉迪尼奇，72歲，克羅埃西亞足球經理。
- 村田英雄（Hideo Murata），73歲，日本rōkyoku和enka歌手。[58]
- 拉爾夫·沙皮（Ralph Shapey），81歲，美國作曲家和指揮家。[59]
- Maia Wojciechowska，74歲，波蘭裔美國兒童讀物作家（《公牛的影子》）。[60]

### 14日
- 現年78歲的美國電影導演兼電影製片人阿爾伯特·班德（Albert Band）經常與約翰·休斯頓（John Huston）合作。[61]
- Rino Benedetti，73歲，義大利公路自行車賽車手。[62]
- 何塞·博尼利亞（José Bonilla），34歲，委內瑞拉拳擊手，哮喘發作。[63]
- 莉莉·卡爾斯泰特，76歲，丹麥奧運會標槍運動員（1948年女子標槍銅牌，1952年女子標槍銅牌）。[64]
- 喬治·威廉·考文垂，第11代考文垂伯爵，68歲，英國貴族和政治家。[65]
- W·納爾遜·法蘭西斯（W. Nelson Francis），91歲，美國作家、語言學家和大學教授，英語學者。[66]
- 瓊·喬丹，65歲，加勒比裔美國詩人、散文家和活動家，乳腺癌患者。[67]

### 15日
- 45歲的貝爾科拉是1998年國際足聯世界杯決賽的摩洛哥裁判，癌症。
- 塞拉斯·比塞爾（Silas Bissell），60歲，美國活動家和天氣預報員（The Weatherman）成員，腦癌。[68]
- 穆塔爾·布爾霍諾夫，86歲，蘇聯/烏茲別克作曲家。
- 崔泓熙，83歲，韓國陸軍將軍和武術家，自稱“跆拳道之父”，癌症。[69]
- Big Mello，33歲，來自德克薩斯州休斯頓的美國說唱歌手，交通事故。
- 室田日出男，64歲，日本演員。
- 迪克·懷特（Dick White），70歲，英國足球運動員。
- 羅伯特·懷特黑德（Robert Whitehead），86歲，加拿大戲劇製作人，四項托尼獎得主。[70]

### 16日
- Louis Giguère，90歲，加拿大政治家。[71]
- Barbara Goalen，81歲，英國模特。[72]
- Kiço Ngjela，82歲，阿爾巴尼亞政治家。
- 哈裡·奧克曼（Harry Oakman），96歲，澳大利亞園藝家和作家。

### 17日
- 比爾·阿代爾，89歲，美國棒球經理和教練（密爾沃基勇士隊、亞特蘭大勇士隊、芝加哥白襪隊、蒙特利爾博覽會）。
- 路易斯·乔治·亚历山大（Louis George Alexander），70歲，英國教師和作家（新概念英語），多產的英語教科書作家。[73]
- Stein Ove Berg，53歲，挪威歌手、詞曲作者和記者。
- J·卡特·布朗（J. Carter Brown），67歲，1969年至1992年擔任美國國家美術館館長，多發性骨髓瘤。[74]
- 威利·达文波特，59歲，美國奧運跨欄運動員（1968年金牌，1976年銅牌），心臟病發作。[75]
- 約翰·大衛斯二世（John C. Davies II），82歲，美國政治家（美國紐約第35國會選區眾議員）。[76]
- Dobri Dzhurov，86歲，保加利亞政治家和軍事領導人。[77]
- 弗朗西斯科·埃斯庫德羅，89歲，巴斯克作曲家。
- 佐拉·科林斯卡（Zora Kolínska），60歲，斯洛伐克女演員、歌手和主持人。
- 尤里·科爾涅耶夫（Yuri Korneev），65歲，俄羅斯籃球運動員。
- 羅傑·麥凱（Roger Mackay），46歲，澳大利亞高爾夫球手，淋巴瘤。[78]
- Antony C. Sutton，77歲，英裔美國作家、經濟學家和學者。[79]
- 弗里茨·瓦尔特（Fritz Walter），81歲，德國足球運動員，1954年世界杯冠軍隊長。[80]

### 18日
- 南希·艾迪生（Nancy Addison），54歲，美國肥皂劇女演員，癌症。[81]
- 納西姆·巴努（Naseem Banu），85歲，印度女演員。
- 傑克·巴克（Jack Buck），77歲，美國體育解說員，以宣佈聖路易斯紅雀隊的MLB比賽而聞名，帕金森病。[82]
- 尼利瑪·易卜拉欣（Nilima Ibrahim），81歲，孟加拉國作家。
- 傑克·詹金斯（Jack Jenkins），59歲，美國棒球運動員（華盛頓參議員，洛杉磯道奇隊）。[83]
- 沃爾特·維拉（Walter Villa），58歲，義大利四屆大獎賽摩托車公路賽車世界冠軍，心臟病發作。

### 19日
- 羅斯·卡特（Ross Carter），88歲，美國橄欖球運動員（俄勒岡大學芝加哥紅雀隊）。[84]
- 瑪格麗特·約翰斯頓（Margaret Johnston），87歲，澳大利亞裔英國女演員。
- 羅伯特·倫斯基（Robert W. Lenski），76歲，美國編劇。
- 帕斯卡爾·馬佐蒂（Pascal Mazzotti），78歲，法國演員（《國王與知更鳥》）。[85]
- 德米特裡·奧博茲年科（Dmitry Oboznenko），71歲，蘇聯俄羅斯畫家和平面藝術家。
- 羅森柏格的弗萊明伯爵，80歲，丹麥王子。[86]
- Johnny Strzykalski，80歲，美國橄欖球運動員。[87]
- N. F. Varghese，53歲，印度演員。

### 20日
- 卡洛斯·巴迪恩（Carlos Badion），66歲，菲律賓籃球運動員（1956年夏季奧運會籃球運動員，1960年夏季奧運會籃球運動員），心臟病發作。[88]
- 海因茨·比格勒（Heinz Bigler），76歲，瑞士足球運動員。[89]
- 歐文·查加夫（Erwin Chargaff），96歲，奧匈帝國生物化學家。[90]
- 弗雷德·德雷克（Fred Drake），44歲，美國音樂家，肺癌。
- 蒂莫西·芬德利（Timothy Findley），71歲，加拿大作家（《戰爭》《獵頭》《朝聖者》《伊莉莎白·雷克斯》）。[91]
- 愛琳·麥克唐納（Irene MacDonald），68歲，加拿大運動員、體育主管和廣播員。[92]
- 蒂努斯·奧森達普，86歲，荷蘭短跑運動員（1936年夏季奧運會兩枚銅牌：男子100米、男子200米）。[93]
- 恩里克·雷格伊費羅斯，53歲，古巴拳擊手（1968年夏季奧運會輕中量級拳擊銀牌）。[94]
- 賽義德·阿赫塔爾·里茲維（Sa』id Akhtar Rizvi），75歲，印度學者。
- 斯坦尼斯瓦夫·特雷普欽斯基，78歲，波蘭外交官。
- 約翰·沃斯（John Wirth），66歲，美國拉丁美洲研究教授和歷史學家。[95]

### 21日
- 西德尼·阿姆斯（Sidney Armus），77歲，美國演員，癌症。[96]
- 馬特·鄧尼斯（Matt Dennis），88歲，美國歌手、鋼琴家和作曲家（《天使之眼》、《一切都發生在我身上》、《紫羅蘭為你皮草》）。[97]
- 亨利·基思，金克爾基思男爵，80歲，英國法學家。
- 弗拉基米羅·帕尼扎（Wladimiro Panizza），57歲，義大利公路自行車賽車手。[98]
- 庫爾特·塞布特（Kurt Seibt），94歲，東德政治家。
- Berl Senofsky，86歲，美國古典小提琴家和教師，肺病。[99]
- Clifford Possum Tjapaltjarri，70歲，澳大利亞畫家。

### 22日
- 竇祖烈(Julius T. Tou)，76歲，中華民國中央研究院第9屆(數理科學組)院士。[100]
- 張徹，79歲，香港電影導演，肺炎。[101]
- 大衛·O·庫克（David O. Cooke），81歲，美國公務員，美國國防部行政管理主任。[102]
- 賈斯汀·惠特洛克·達特（Justin Whitlock Dart， Jr.），71歲，美國活動家和殘疾人宣導者。[103]
- 康拉德·漢森（Conrad Hansen），95歲，德國鋼琴家和鋼琴老師。[104]
- 達里爾·基爾，33歲，美國職業棒球大聯盟球員（休斯頓太空人隊、科羅拉多落基隊、聖路易斯紅雀隊），心臟病發作。[105]
- 羅恩·克萊恩（Ron Kline），70歲，美國棒球運動員（匹茲堡海盜隊、底特律老虎隊、華盛頓參議員隊）。[106]
- Eppie Lederer，83歲，美國媒體名人和建議專欄作家，筆名Ann Landers，多發性骨髓瘤。[107]
- 海倫·尼爾森（Helen Nielsen），83歲，美國作家和編劇（佩里·梅森，阿爾弗雷德·希區柯克呈現）。[108]
- 岡田吉夫，75歲，日本足球運動員。
- 趙潤玉（朝鲜语：조윤옥），62歲，韓國足球運動員和經理。

### 23日
- 萊昂內爾·伯恩斯坦（Lionel Bernstein），82歲，南非反種族隔離活動家和政治犯。[109]
- Fadzil Noor，63歲，馬來西亞政治家和宗教教師，心臟搭橋手術后出現併發症。
- 卡洛·薩維納（Carlo Savina），82歲，義大利作曲家和指揮家。[110]
- 愛麗絲·斯圖爾特（Alice Stewart），95歲，英國醫生和流行病學家。[111]

### 24日
- 拉裡·阿爾卡拉（Larry Alcala），75歲，菲律賓社論漫畫家和插畫家。
- 佩德羅·阿爾卡薩（Pedro Alcázar），26歲，巴拿馬拳擊手，在冠軍爭奪戰中受傷。[112]
- 羅伯特·多爾夫曼（Robert Dorfman），85歲，美國經濟學家。[113]
- 多琳·費爾南德斯（Doreen Fernandez），67歲，菲律賓作家、教師、文化歷史學家、美食評論家和學者。
- 伯納德·朗普雷（Bernard Longpré），65歲，加拿大導演和動畫師。
- 邁爾斯·菲扎蘭-霍華德，86歲，第17代諾福克公爵。[114]
- 弗蘭克·里普洛（Frank Ripploh），52歲，德國演員、電影導演和作家，癌症患者。[115]
- 皮埃尔·维尔纳（Pierre Werner），88歲，盧森堡首相（1959-1974,1979-1984），被認為是“歐元之父”。[116]

### 25日
- 賽義德·阿裡·阿桑（Syed Ali Ahsan），82歲，孟加拉國詩人、作家和學者。
- 喬·安托利克（Joe Antolick），86歲，美國棒球運動員（費城費城人隊）。[117]
- 戈登·派克·貝克（Gordon Park Baker），64歲，美國哲學家，專注於路德維希·維特根斯坦（Ludwig Wittgenstein）的著作。[118]
- Turhan Baytop，82歲，土耳其植物學家和藥劑師。
- Jean Corbeil，68歲，加拿大政治家（勞工部長、交通部長、國會議員）。[119]
- Derrek Dickey，51歲，美國籃球運動員和體育解說員（辛辛那提隊、金州勇士隊、芝加哥公牛隊），心臟病發作。[120]

### 26日
- 芭芭拉·亞當斯（Barbara G. Adams），57歲，英國埃及學家，癌症。[121]
- Humaira Begum，83歲，阿富汗王室成員，阿富汗最後一位王后，心力衰竭。
- 阿諾·布朗（Arnold Brown），88歲，英國救世軍將軍。[122]
- 唐納德·布洛（Donald A. Bullough），74歲，英國歷史學家和作家。[123]
- 多洛雷丝·格雷（Dolores Gray），78歲，美國女演員和歌手，心臟病發作。[124]
- 瑪律蒂·凱特萊，57歲，芬蘭現代五項全能運動員。[125]
- 亨利·傑普森·萊瑟姆，93歲，美國律師、政治家和法學家。[126]
- 拉烏爾·雷米（Raoul Rémy），82歲，法國公路自行車賽車手。[127]
- 德莫特·沃爾什（Dermot Walsh），77歲，愛爾蘭演員（《獅心王理查德》《沙海》《挑戰》）。[128]
- 菲力浦·惠倫（Philip Whalen），78歲，美國垮掉的一代詩人和禪宗佛教僧侶。[129]
- 圖爾古特·奧扎泰（Turgut Özatay），74歲，土耳其電影演員，肺癌。

### 27日
- 曲波，79歲，中國小說家。[130]
- 查理斯·弗雷德里克·卡特（Charles Frederick Carter），82歲，英國經濟學家和學術管理人員。[131]
- John Entwistle，57歲，英國貝斯手（The Who），心臟病發作。[132]
- 拉爾夫·埃裡克森（Ralph Erickson），100歲，美國棒球運動員（匹茲堡海盜隊）。[133]
- 理查·埃沃尼茨，38歲，美國連環殺手、綁架犯和強姦犯，自殺。
- 現年68歲的埃及演員兼歌手穆哈拉姆·福阿德（Muharram Fouad）與聯合主演索阿德·霍斯尼（Soad Hosny）一起出演了《哈桑和納伊瑪》。[134]
- 拉斯·弗里曼（Russ Freeman），76歲，美國bebop和爵士鋼琴家和詞曲作者。[135]
- Robert L. J. Long，82歲，美國海軍上將。[136]
- 格奧爾基·索科洛夫，60歲，保加利亞足球運動員。[137]
- 蒂莫西·懷特（Timothy White），50歲，美國搖滾音樂記者和編輯（Crawdaddy！，滾石，公告牌），心臟病發作。[138]

### 28日
- 阿納托利·阿基莫夫（Anatoly Akimov），54歲，蘇聯奧運會水球運動員（1972年夏季奧運會水球金牌得主）。[139]
- 威廉·杜夫蒂（William Dufty），86歲，美國作家、音樂家和活動家（Lady Sings the Blues， Sugar Blues）。[140]
- 道格·埃爾莫爾（Doug Elmore），62歲，美國職業足球運動員（Ole Miss，華盛頓紅皮隊）。[141]
- 弗朗索瓦·佩里埃（FrançoisPérier），82歲，法國演員，心臟病發作。[142]

### 29日
- 特裡·伯克（Terry Bourke），62歲，澳大利亞編劇、製片人和導演（《間諜部隊》、《恐懼之夜》、《遊客》）。[143]
- 萝丝玛丽·克鲁尼（Rosemary Clooney），74歲，美國歌手和演員（“Come On-a My House”，“Hey There”，“This Ole House”），肺癌。[144]
- 奧利-約翰·達爾，70歲，挪威計算機科學家，被認為是面向物件程式設計之父之一。[145]
- 阿爾弗雷德·德雷格（Alfred Dregger），81歲，德國政治家，基督教民主聯盟（CDU）領導人。
- 奧比·卡皮塔（Obby Kapita），47歲，尚比亞足球運動員和教練，結直腸癌。[146]
- Roger Lévêque，81歲，1946年至1953年法國公路賽車手。[147]
- 威廉·愛德華·奧扎德（William Edward Ozzard），87歲，美國政治家。
- Jaime Brocal Remohi，66歲，西班牙漫畫家。[148]
- 揚·湯瑪斯·扎莫伊斯基（Jan Tomasz Zamoyski），90歲，波蘭政治活動家，貴族和反納粹地下抵抗組織成員。[149]

### 30日
- 克勞德·貝爾格（Claude Berge），76歲，法國數學家。[150]
- 約瑟夫·布爾希克（Josef Buršík），90歲，捷克抵抗戰士、持不同政見者和政治犯。
- W·麥克斯韋·考恩（W. Maxwell Cowan），70歲，南非神經生物學家。[151]
- 彼特·格雷（Pete Gray），87歲，美國獨臂棒球運動員（聖路易斯布朗隊）。[152]
- 尼古拉·海托夫（Nikolay Haytov），82歲，保加利亞小說作家、劇作家和公關人員，癌症患者。
- 勞爾·桑切斯（RaúlSánchez），71歲，古巴裔美國棒球運動員（華盛頓參議員，辛辛那提紅腿隊/紅人隊）。[153]
- 羅伯托·維拉（Roberto Villa），86歲，義大利演員（威尼斯的Fornaretto），胰腺炎。[154]
- 戴夫·威爾遜（Dave Wilson），70歲，美國電視導演（《週六夜現場》），主動脈瘤。[155]
- 奇科·澤維爾（Chico Xavier），92歲，巴西精神媒介和作家，急性心臟病發作。[156]